# Víctor Pérez (boxeador)
Víctor Pérez (Túnez, 18 de octubre de 1911 - Auschwitz, Polonia, marzo de 1945), conocido como Young Pérez, fue un boxeador tunecino. Fue campeón del mundo de los pesos pluma en 1931 y 1932.

## Carrera
Su primer título fue el de pesos mosca de Francia, conseguido en París en junio de 1931. En octubre del mismo año, ganó la versión de la International Boxing Union del Campeonato mundial de pesos mosca con un KO en el segundo asalto al campeón americano Frankie Genaro. Tras perder su título un año después frente al inglés Jackie Brown, Pérez se cambió a la categoría de pesos gallo, pero perdió un campeonato frente al panameño Al Brown en febrero de 1934. Continuó boxeando hasta diciembre de 1938. Su carrera profesional se resume en 133 combates, 92 victorias (28 KOs), 26 derrotas y 15 nulos.

## Auschwitz
Pérez llegó al campo de exterminio alemán en Auschwitz el 10 de octubre de 1943, como parte del "Convoy 60", un grupo de 1000 prisioneros transportados desde el campo de internamiento de Drancy, Francia. Durante su estancia en Auschwitz, Pérez fue forzado a participar en un combate de boxeo como espectáculo para los alemanes. En 1945, Pérez aún era uno de los 31 supervivientes entre los 1000 prisioneros del grupo. En enero, el campo de exterminio fue evacuado. Los alemanes asesinaron a Pérez ese mismo año durante una de las Marchas de la muerte (Holocausto).

## Paseo de la fama
Pérez entró en el International Jewish Sports Hall of Fame en 1986.